# たそがれ清兵衛
『たそがれ清兵衛』（たそがれせいべえ）は、藤沢周平著の連作短編時代小説集。1983年から1988年まで『小説新潮』に掲載された8篇の短編小説を収録し、1988年9月に新潮社より刊行された。いずれもあまり評判が良いとは言えないあだ名・容貌を持つ下級武士を主人公とし、彼らが外観とは異なり切れの良い剣の腕前を披露する展開を描いている。
本書表題作の「たそがれ清兵衛」と「祝い人助八」、ならびに「竹光始末」（『竹光始末』収録）の短編3篇を原作として、山田洋次監督による同名の日本映画が2002年に公開された。

## 収録作品
- たそがれ清兵衛（初出：『小説新潮』1983年9月号）
- うらなり与右衛門（初出：『小説新潮』1984年12月号）
- ごますり甚内（初出：『小説新潮』1985年7月号）
- ど忘れ万六（初出：『小説新潮』1986年2月号）
- だんまり弥助（初出：『小説新潮』1987年7月号）
- かが泣き半平（初出：『小説新潮』1987年9月号）
- 日和見与次郎（初出：『小説新潮』1988年1月号）
- 祝い人助八（初出：『小説新潮』1988年6月号）

## あらすじ
たそがれ清兵衛
筆頭家老の堀将監は、能登屋と結託して専横を極め、自分に批判的な藩主の交代まで画策していた。堀に対立する家老杉山頼母らは、上意討ちを決意して、討手に無形流の達人である井口清兵衛を選出した。
ところが清兵衛は、病弱の妻奈美の世話のため、下城の合図と共に同僚との付き合いも断ってそそくさと帰宅し、昼間は介護疲れで居眠りをすることもあることから、夕方になると元気になるという意味で、「たそがれ清兵衛」と陰口をたたかれていた。
最初、妻の介護を理由に上意討ちを断わろうとした清兵衛であったが、妻の療治への援助の約束と、決行は妻を介護した後でよいという条件を示され、ついに上意討ちを引き受ける。そして、予定通り執政会議の席で堀を切り捨てた。
上意討ちの褒美として、名医による治療と転地療法を施すことができ、奈美もみるみる回復していった。しかし、堀の股肱であった北爪半四郎が清兵衛の命を狙っていた。
うらなり与右衛門
三栗与右衛門は、無外流道場の高弟という剣の腕を有していたが、顔が青白くて細長く、あごがちょっとしゃくれていて、へちまのうらなりを連想させるため、陰で「うらなり」と渾名されて軽んじられていた。
あるとき、その与右衛門に上司の後家との艶聞が立ち、20日の遠慮処分が下される。それは、藩内に起こっている勢力争いに絡んで、密かに家老長谷川志摩の警護役を務めるはずであった与右衛門に対する罠だった。はたして長谷川家老は刺客に襲われるが、与右衛門の親友中川助蔵と、急遽代理で警護に就いた白井甚吉の奮闘により家老の命は守られる。しかし、手傷を負った助蔵は命を落としてしまった。
権力を掌握した長谷川家老によって、反体制派の多くが処分されたが、助蔵の命を奪った襲撃については、証拠不十分で断罪されることがなかった。それを不満に思っていた与右衛門は、ある日家老襲撃の実行責任者であった伊黒半十郎と道ですれ違う。
ごますり甚内
川波甚内は、かつて雲弘流の師範代を務め、六葉剣という短刀術を授けられるほどの剣士だったが、今はごますり男として悪名を上げていた。川波家の舅は、かつてある不正に関わっており、甚内が家督を継いだ後になってそれが発覚し、5石の減俸処分を受けてしまう。自分の失態のせいで減俸されたと誤解されると甚内は焦り、それを哀れんだ藩の計らいで処分は公にされなかったが、早く処分が撤回されるよう、甚内は上役にごまをすって回っているのである。
その甲斐あってか、家老の栗田兵部が甚内に禄の回復を約束してくれる。その代わりに、ある女に金と思われる包みを届け、代わりに手紙か書類のようなものを受け取るという任務を仰せつかった。その帰り道、甚内を3人の刺客が襲ってきたが、甚内は3人に手傷を負わせて撃退した。
その1か月半後、甚内は家老の山内蔵之助と大目付の大熊百弥太に呼び出され、彼を襲わせた黒幕の名を告げられた。
ど忘れ万六
物忘れがひどくなり、そのために職務で失態を犯した樋口万六は、家督を息子の参之助に譲って隠居生活を送っていた。息子の嫁の亀代は、美人で料理上手だったが、気が強く、万六のことも少し粗略に扱うようなところがある。ある日、その亀代が突然万六の前で涙を見せた。
聞けば、亀代はかつての隣人である片岡文之進と久しぶりに再会し、茶屋で茶を馳走になった。そして、茶屋から出てきたところを大場庄五郎に見とがめられ、世間にばらされたくなければ一度言うことを聞けと脅されているという。
万六は、まず片岡と面会して、彼と亀代との間に不義密通など無かったことを確認したが、片岡は乱暴者の大場を恐れて、脅しをやめるよう大場に話をつけることを拒否した。
そこで、万六は大場の元に直接乗り込むことにする。ほとんどの人が知らないことだが、若い頃の万六は、林崎夢想流を極めた居合技の名手であった。
だんまり弥助
杉内弥助は、若い頃は今枝流の剣士として知られていたが、現在は極端な無口のため、少々変わり者と見られていた。
15年前、弥助は男女が密会する出会い茶屋から、従妹の美根が出てきたのを見つけ、声をかけたが、彼女は逃げるようにその場を立ち去ってしまう。美根は嫁に行っており、夫は江戸詰で留守のはずだった。そして、それから半月後、美根は病気を理由に実家に戻り、その日のうちに自殺した。美根は弥助宛に遺書を残しており、そこには、服部邦之助に騙されたということと、過ちは一度だけだったということが書かれていた。弥助は、自分が往来で美根の名を呼んでしまったことが、彼女を死に追いやったと自責の念にさいなまれ、だんだんと無口になっていったのである。
さて、現在の弥助の数少ない友人の一人、曾根金八は、先の次席家老金井甚四郎と中老大橋源左衛門の対立の中で、金井派として活動していた。そんな金八が命を奪われる。金八が以前語っていたことから、斬ったのはおそらく服部だろうと弥助は大目付に訴えたが、大橋派が権力を握り、金八の死の真相は闇に葬られてしまう。そこで、弥助は、密かに大橋中老の不正について調べ始めた。
かが泣き半平
「かが泣き」というのは、わずかな苦痛を大げさに言い立てて、周囲に訴えることをいうが、鏑木半平はこのかが泣きの人物であった。しかし、同僚も妻も、半平のかが泣きには慣れっこになっており、まともに相手をしてくれない。
ある日、半平は守屋采女正の家臣が子連れの母親を折檻しているところに出くわし、自分が代わりに痛めつけられることでこれを救った。後日半平は、3年前の普請の事故で亡くなった常雇い人夫の家に、藩主からの下され物を届けに行く役割を担ったが、その家にあの母娘が住んでいた。家に上がって下され物を渡した半平がいつものようにかが泣くと、後家はそれを真剣に受け止め、肩や腰を揉んでくれた。こうして、半平と後家はねんごろな関係になっていった。
そんなとき、藩主が守屋采女正を秘密裏に暗殺するよう下命し、心極流小太刀の名手でありながら、藩内に剣名を知られていない半平が討手に選出された。家老宅に呼び出された半平は、さっそくかが泣いて辞退しようとするが、番頭に後家との不始末を指摘され、不問にして欲しければ守屋を討てと脅される。
日和見与次郎
12年前、当時16歳だった藤江与次郎の父は、藩の派閥抗争に参加して敗れたため、家禄を半減され、代々勤めてきた勘定組から郷方勤めに代えられて、失意の中で死んだ。そこで与次郎は、現在暗闘を繰り返している丹羽派からも畑中派からも距離を取り、日和見与次郎と呼ばれている。
そんな折、従姉である織尾の夫、杉浦作摩が江戸にいる藩主に召喚される。対立する二派から出されている藩政改革案について、中立の立場から藩主に意見を述べるためである。与次郎は、両派が杉浦を取り込もうと策動し、場合によっては命を狙うこともあるのではないかと危惧する。
その危惧は的中し、杉浦家が火事になって、下男1人を除いて全員死亡した。与次郎は、火事になる前に、畑中派の者が一家を斬殺したらしいとの噂を耳にする。しかし、丹羽派である大目付も証拠をつかむことができず、政治的判断から沙汰止みになってしまった。
その後、畑中派は政争に敗れてことごとく失脚したが、畑中派の真の盟主である淵上多聞には傷がつかなかった。与次郎は、独自の調査で淵上が杉浦一家殺害を命じたという確証を得、密かに淵上の元に向かった。
祝い人助八
御蔵役の伊部助八は、2年前に妻を亡くしてから身なりがみすぼらしく、御蔵を視察に来た藩主に、直接身なりや臭いを注意されるという失態を演じた。上司の取りなしで処罰はまぬがれたが、以来、物乞いを意味する「祝い人」（ほいと）と呼ばれていた。
そんな助八の元に、親友飯沼倫之丞の妹、波津が尋ねてきた。2年ほど前に彼女が嫁いだ御番頭の甲田豊太郎がたびたび暴力を振るうため、飯沼家では波津を呼び戻して離縁させた。ところが、豊太郎は承服せず、飯沼家や親戚の家に現れては悪口雑言を並べ立てているという。その日も、酒に酔った豊太郎が来るという情報が入ったため、倫之丞が波津を助八の元に避難させたのである。助八が波津を家に送って行くと、豊太郎が倫之丞に果たし合いを申し込んでいるところであった。助八は代理を申し出て、豊太郎を叩きのめした。
1か月後、倫之丞は波津を後添いに迎えないか、波津もそう望んでいると助八に語った。しかし、亡妻のとき、身分違いの結婚生活に苦労してきた助八は、この話を断ってしまった。
しばらくたって、組頭の殿村弥七郎が中老の内藤外記を城内で刺殺するという事件が起こる。助八は、豊太郎との立ち会いを評価され、屋敷に立てこもった殿村に対する討手に選ばれてしまう。身支度をしようにも、台所ばあさんでは役に立たず、助八は波津を呼び出した。快く身支度を手伝ってくれる波津の姿を見ながら、助八は波津に求婚したが、すでに新しい縁談がまとまったという。お帰りはお待ちしませんが、御武運をお祈りしますという波津の声に送られ、助八は殿村の屋敷に向かっていった。そして、1刻に及ぶ死闘が始まる。

## 書誌情報
- たそがれ清兵衛（1988年9月、新潮社、ISBN 978-4-10-329607-2）
- たそがれ清兵衛（1991年9月25日、新潮文庫、ISBN 978-4-10-124721-2）
- たそがれ清兵衛（2002年10月新装版、新潮社 藤沢周平名作シリーズ、ISBN 978-4-10-329611-9）
- たそがれ清兵衛（2006年7月1日改版、新潮文庫、ISBN 978-4-10-124721-2）

オーディオブック
- たそがれ清兵衛 山田洋次が選ぶ「藤沢周平傑作選」（2004年11月26日、新潮社、監修・解説：山田洋次、朗読：柳家花緑、ISBN 978-4-10-830160-3）

## 映画
山田洋次監督・脚本により映画化され、2002年11月2日に公開された。

### 解説
主演は真田広之。山田洋次監督が初めて手がけた本格時代劇である。多くの人から愛されながらも、再現の難しさから映画化が敬遠されてきた藤沢周平作品の、しかも写真や文章といった映画化に欠かせない資料がほぼ皆無に近い幕末の庄内地方を舞台にした時代劇ということで、山田曰く「まさに制約だらけの世界」の中での挑戦となった。
徹底したリアリズムに拘った山田は、構想に10年以上、時代考証に1年以上をかけて、家屋や城内の様子、さらには髷に至るまで従来の時代劇とは異なったアプローチを展開、苦心の末それらが見事に結実した。
特に夜間のシーンにおいて、当時街灯など存在しないにもかかわらず不自然または不必要な明るさが見受けられる時代劇映画が多い中で、まさにこのような暗さであったであろうと観客を納得させ、映画全体の彫りを深いものにしている。屋内での余吾との決闘シーンにおいても、その屋内の暗さは、本作が映画デビューになる田中泯の迫力と合わさってリアルな立ち回りを演出している。
時代劇において頻繁に見られるダイナミズムの欠乏やラストシーンの存在意義など、議論の対象とされる箇所も見受けられるものの、近年低迷する時代劇および日本映画の中で高い評価を得た作品である。

### 原作
この映画は、同名短編小説のほか、同じく藤沢の「竹光始末」「祝い人助八」の2つの短編を原作としており、同名小説とはストーリーや設定が異なる。

### ストーリー
幕末の庄内地方。海坂藩の御蔵役を務める井口清兵衛は、夕刻の終業の太鼓の音を聞くと同僚の酒の誘いも断り真っ直ぐ自宅に帰り、家事と内職にいそしんでいた。認知症を抱える老母と幼い2人の娘の世話、そして労咳で死んだ妻の薬代や葬儀などで嵩んだ借金を返済するためだ。日々の暮らしに追われ、着の身着のままの貧乏生活で身なりが薄汚れていく清兵衛。同僚の中には、そんな彼を陰で「たそがれ清兵衛」と呼んで小馬鹿にする者もいた。
春、清兵衛は親友の飯沼倫之丞と再会する。倫之丞は妹の朋江が酒乱の夫・甲田豊太郎に度々暴力を振るわれるため、離縁させたことを清兵衛にうちあける。
清兵衛が帰宅すると、そこには美しい女の姿があった。朋江であった。「機織ばかりさせられて退屈だから」と飯沼家を抜け出し清兵衛の家を訪ねていたのだ。楽しそうに幼少時代を懐古したり娘たちと遊んだりする幼馴染の朋江に、清兵衛は再び淡い恋心を抱いた。一方その晩、飯沼家では酒に酔った甲田が朋江と離縁させられたことに腹を立て、倫之丞に果し合いを申し込んでいた。夜道、朋江を飯沼家まで送ってきた清兵衛は、暴れる甲田を取り押さえ、自分が倫之丞に代わって果し合いの相手をすると宣言してしまった。翌朝、城下の般若寺裏の河原で相対した清兵衛と甲田。真剣を抜き「斬るぞ」と息巻く甲田を、清兵衛は木刀の小太刀1本であっさりと倒した。やがてその噂は城内でもささやかれ広まっていった。
朋江は清兵衛の家へ通い、家事や娘の世話を続けていた。穏やかな日々が続いていた。そんなある日、海坂藩の藩主が若くして没した。ほどなく後継者争いが勃発。藩内に暗雲が立ち込める。命の危険を感じた倫之丞は、朋江を親友である清兵衛の下へ嫁がせたいと申し出た。しかし、清兵衛は自らの身分の低さと貧しさを理由にその申し出を断る。
世継ぎが決まり、旧体制を率いてきた藩士は後継者争いに敗れたため彼等の粛清がはじまった。粛清されるべき人物の中に、一刀流の使い手・余吾善右衛門がいた。余吾は切腹を命じられながらもそれを拒絶したばかりか、討手の服部某を斬殺。自らの屋敷にたてこもっていた。新たな討手を求めていた海坂藩は、若かりし頃に道場の師範代を務め、般若寺裏の決闘で甲田を倒した清兵衛の剣を見込み、その任務を命じる。清兵衛は断ったが、家老はそれを許さなかった。翌朝、清兵衛は朋江を自宅に呼び、身支度の手伝いを頼んだ。決闘を前に、清兵衛は秘めていた想いをついに打ち明ける。「果し合いに打ち勝ったら井口家に嫁に来てほしい」と。しかし朋江は清兵衛に縁談を断られた後、会津の有力な家中との縁談を受けてしまっていた。
余吾の屋敷。意気込んで乗り込んだ清兵衛が見たのは、憔悴した余吾善右衛門だった。「お主とすこし話がしたい。まぁ、かけんか」余吾は訥々と話しはじめた。苦しかった浪人時代…労咳で亡くした妻子…藩のために一心に働いた末に命じられた切腹…互いの苦しい境遇に共感しあう清兵衛と余吾。しかし清兵衛が妻の葬式代のために父から譲り受けた刀を売ってしまったことを知ると、余吾の目付きが変わった。「わしを竹光で斬るつもりか」清兵衛が「小太刀で戦うつもりだった」と答えると、余吾が立ち上がった。「小手先の剣法で、このわしを殺すつもりだったのか。許さぬ」
壮絶な果たし合いに打ち勝った清兵衛は、傷だらけの体のまま自宅に戻った。清兵衛を待っていたのは2人の娘と朋江だった。朋江を思い生きて帰った清兵衛。清兵衛の無事を待ちつづけた朋江。2人の心が重なり合った。
朋江を妻に迎えた清兵衛が幸せな暮らしを送ったのは、3年あまりだった。明治維新とともに勃発した戊辰戦争で賊軍となった海坂藩は、圧倒的な戦力の官軍と戦うことになったのだ。清兵衛は官軍の鉄砲に撃たれて死んだ。
ラストシーン。壮齢になった清兵衛の娘・以登が父の姿を述懐する。「たそがれ清兵衛は不運な男だったとおっしゃるのをよく聞きましたが、私はそんな風には思いません。（中略）私たち娘を愛し、美しい朋江さんに愛され、充足した思いで短い人生を過ごしたに違いありません。そんな父のことを私は誇りに思っております」と。

### キャスト

#### 井口家
- 井口清兵衛：真田広之
- 井口萱野：伊藤未希
- 井口以登：橋口恵莉奈
- 井口きぬ：草村礼子
- 井口藤左衛門：丹波哲郎
- 直太：神戸浩
- 以登（晩年）：岸惠子

#### 飯沼家
- 飯沼朋江：宮沢りえ
- 飯沼倫之丞：吹越満
- 飯沼八重：深浦加奈子

#### その他
- 甲田豊太郎：大杉漣
- 余吾善右衛門：田中泯
- 久坂長兵衛：小林稔侍
- 寺内権兵衛：中村梅雀
- 堀将監：嵐圭史
- 大塚七十郎：尾美としのり
- 服部玄蕃：夏坂祐輝
- 藤左衛門の中間：桜井センリ
- 矢崎：赤塚真人
- 坂口：佐藤正宏
- 川並：北山雅康
- 種：水野貴以

### スタッフ
- 原作：藤沢周平「たそがれ清兵衛」「竹光始末」「祝い人助八」（新潮文庫）
- 監督：山田洋次
- 脚本：山田洋次、朝間義隆
- 音楽：冨田勲
- 主題歌：井上陽水「決められたリズム」
- 撮影：長沼六男
- 編集：石井巌
- 照明：中岡源権
- 録音：岸田和美
- 衣装：黒澤和子
- 美術：出川三男
- 美術監修：西岡善信
- 監督助手：花輪金一、朝原雄三、田中幹人、黒川礼人、平松恵美子、前原康貴、荒井雅樹
- 音響効果：帆苅幸雄
- 音楽編集：浅梨なおこ
- 殺陣：久世浩、夏坂祐輝
- 特殊メイク：原口智生
- ガンエフェクト：伊東隆一、栩野幸知
- 庄内弁指導：山崎誠助、菅原司、太田良弘
- 題字：中川幸夫
- 光学録音：東京テレビセンター
- 音楽制作：松竹音楽出版
- 録音スタジオ：松竹サウンドスタジオ
- 現像：東京現像所
- 撮影協力：鶴岡市、羽黒町、櫛引町、望月町、角館町、信州上田フィルムコミッション
- ロケ協力：京都大覚寺、国宝彦根城、大本山相国寺、総本山光明寺
- 製作協力：松竹京都映画株式会社
- 製作者：大谷信義（松竹）、萩原敏雄（日本テレビ放送網）、岡素之（住友商事）、宮川智雄（博報堂）、菅徹夫（日本出版販売）、石川富康（衛星劇場）
- プロデューサー：中川滋弘、深澤宏、山本一郎
- 配給：松竹

### 作品の評価
第26回日本アカデミー賞（2002年度）では『Shall we ダンス?』に続き、史上2度目の全部門優秀賞受賞を果たし、助演女優賞を除く全ての部門で最優秀賞を獲得した。また、国内において他にも多数の映画賞を受賞し、2003年（第76回）アカデミー賞において外国語映画賞にノミネートされるなど、海外でも高い評価を受けた。（詳細は後述）

#### 受賞歴
- 第26回日本アカデミー賞[2]
  - 最優秀作品賞
  - 最優秀監督賞（山田洋次）
  - 最優秀脚本賞（山田洋次、朝間義隆）
  - 最優秀主演男優賞（真田広之）
  - 最優秀主演女優賞（宮沢りえ）
  - 最優秀助演男優賞（田中泯）
  - 最優秀音楽賞（冨田勲）
  - 最優秀撮影賞（長沼六男）
  - 最優秀照明賞（中岡源権）
  - 最優秀美術賞（西岡善信、出川三男）
  - 最優秀録音賞（岸田和美）
  - 最優秀編集賞（石井巌）
  - 優秀助演男優賞（小林稔侍）
  - 優秀助演女優賞（岸惠子）
  - 新人俳優賞（田中泯）
- 第45回ブルーリボン賞[3]
  - 作品賞
  - 助演女優賞（宮沢りえ）
- 第76回キネマ旬報ベスト・テン[4]
  - 日本映画ベスト・テン第1位
  - 日本映画監督賞（山田洋次）
  - 脚本賞（山田洋次、朝間義隆）
  - 主演女優賞（宮沢りえ）
  - 主演男優賞（真田広之）
  - 新人男優賞（田中泯）
  - 読者選出日本映画監督賞（山田洋次）
- 第57回毎日映画コンクール[5]
  - 日本映画大賞
  - 男優主演賞（真田広之）
  - 女優助演賞（宮沢りえ）
  - 撮影賞（長沼六男）
  - 録音賞（岸田和美）
  - 技術賞（中岡源権（照明））
- 第27回報知映画賞
  - 作品賞[6]
  - 監督賞（山田洋次）
  - 主演女優賞（宮沢りえ）
- 第15回日刊スポーツ映画大賞・石原裕次郎賞[7]
  - 作品賞
  - 監督賞（山田洋次）
  - 主演男優賞（真田広之）
  - 助演女優賞（宮沢りえ）

### 関連書籍
- 幸津国生 『たそがれ清兵衛』の人間像（2004年9月、花伝社、ISBN 978-4-7634-0427-5）
- 吉村英夫 山田洋次×藤沢周平 『たそがれ清兵衛』『隠し剣鬼の爪』にみる時代劇の新境地（2004年10月、大月書店、ISBN 978-4-272-61215-4）